# Akuma (Street Fighter)
Pour les articles homonymes, voir Akuma.
 (novembre 2018).
Si vous disposez d'ouvrages ou d'articles de référence ou si vous connaissez des sites web de qualité traitant du thème abordé ici, merci de compléter l'article en donnant les références utiles à sa vérifiabilité et en les liant à la section « Notes et références ».
Akuma (un nom d'esprit maléfique), connu au Japon sous le nom de Gouki (豪鬼, Gōki) signifiant précisément « puissance démoniaque », est un personnage de fiction issu de la série Street Fighter éditée par Capcom. Il s'agit du combattant le plus fort du monde, et il fait sa première apparition dans Super Street Fighter II Turbo en 1994 en tant que boss secret. On peut d'ailleurs remarquer qu'il ne porte pas de ceinture à son kimono mais une corde sans doute parce qu'il estime qu'aucun grade n'est digne de lui pas même la ceinture rouge ce qui montre son orgueil du côté obscur du Hado.

## Biographie
Il est le frère cadet du maître de Ryu et de Ken, Gouken. Son passé est révélé dans le comic Street Fighter Origines : Akuma. Gouken et lui vivaient à la campagne et travaillaient comme fermiers, aux côtés de leurs parents. Mais un soir, un bandit et ses hommes assassinent leur père, Gyûki, et les deux frères n'eurent d'autres choix que de fuir, accompagnés de leur mère. Ils se réfugient dans une montagne, mais leur mère tombe malade, refusant de se nourrir, et meurt. Il quitte la grotte, mais se fait attaquer par un ours, qu'il réussit à chasser, non sans blessure. Il est ensuite recueilli par l'homme qui deviendra son maître : Goutetsu. Voulant devenir plus fort, il demande à son nouveau mentor de lui enseigner les arts martiaux, notamment l'Ansatsuken, ce que celui-ci accepte. 5 ans plus tard, un promoteur de combats lui propose de travailler pour lui, mais il refuse. Après discussion avec son maître, il revient sur sa décision et part à Tokyo. 
Après des années passées en ville à enchaîner des combats sans intérêt, où seul l'argent prime sur l'honneur, il retourne auprès de son maître, souhaitant apprendre la fusion du corps et de l'âme. Il se réfugie dans une montagne pendant plusieurs jours sans vivres, puis il eut une révélation. Se laissant aller au côté obscur du Hâdo, il retrouve les assassins de son père et les tue les uns après les autres. Mais avant d'achever le bandit, celui-ci lui révèle avoir été, aussi, un des élèves de Goutetsu, et que son maître lui a dévoilé comment trouver Gyûki. 
Se sentant trahi par son mentor, il affronte ce dernier et le tue, avant de lui voler son collier de prière. Il vit désormais seul sur une montagne, et quelques années plus tard, son frère aîné le retrouve pour lui donner de la nourriture et des vêtements, mais ne veut pas se battre avec lui. Il le contraint à un combat, mais son aîné tente de l'en dissuader, sans succès. 
Il tua son frère aîné pour tester les limites de sa puissance, grâce à la technique du « Shun Goku Satsu » (prison de la mort instantanée ). Cette technique consiste à attraper son adversaire en lui infligeant 15 coups à différents points vitaux. Il trahit l'enseignement de son maître dans sa jeunesse en apprenant les techniques interdites du Karaté Hadō Ansatsuken. Mais étant devenu le guerrier le plus fort du monde, il s'ennuie et attend l'avènement d'un nouvel adversaire suffisamment puissant pour le battre. Cet adversaire sera peut-être Ryu.
Le maître d'Akuma et de son frère est Goutetsu.
Dans les OAV Street Fighter Alpha: Generations et Street Fighter IV: The Ties That Bind, il est ouvertement sous-entendu qu'Akuma est le père de Ryu, mais il n'en laisse aucune preuve à son fils.
Un vieillard maître d'arts martiaux aurait amené Ryu enfant à Gouken afin de s'assurer qu'il ne suive pas le même chemin que son père. C'est-à-dire l'empêcher d'être à son tour submergé par le côté obscur du Hadō (une des techniques interdites les plus dangereuses, le Hado ayant été créé par un peuple d'assassins). Akuma surnomme Ryu "gamin" et lors de leurs affrontements, cherche à l'endoctriner au côté obscur.
Il fait également apparition dans le jeu vidéo Tekken 7 : il est chargé par Kazumi, l'épouse défunte d'Heihachi, de mettre fin au conflit opposant les familles Mishima et Kazama en tuant Heihachi et Kazuya. Il connait Kazumi, car cette dernière lui a sauvé la vie, et a une dette envers elle. Il affronte d'abord Heihachi dans un combat singulier, et réussit à le battre. Combattant ensuite Kazuya, il le pousse dans ses retranchements, afin qu'il dévoile sa véritable nature démoniaque au monde entier.

## Apparitions
Dans la série originale :
Dans les Crossover :
- Marvel vs. Capcom: Clash of Super Heroes
- Marvel vs. Capcom 2: New Age of Heroes
- Marvel vs. Capcom 3: Fate of Two Worlds
- Cyberbots: Fullmetal Madness
- Super Puzzle Fighter II Turbo
- SNK vs. Capcom: SVC Chaos
- Capcom vs. SNK 2
- SNK vs. Capcom: The Match of the Millennium
- Namco x Capcom
- X-Men vs. Street Fighter
- Street Fighter EX Plus Alpha
- Asura's Wrath: Sùtra perdu 2
- X-Men: Children of the Atom
- Tekken 7: Fated Retribution
- Brawlhalla

## Autres versions du personnage
Akuma possède plusieurs états ou métamorphose dans certains jeux où il apparait. Il y a : 
- Shin Akuma (peut être traduit par « Véritable Démon ») : Métamorphose la plus étendue, son physique change légèrement (la plus notable est que ses cheveux deviennent blanc au lieu de rouge et son kimono mauve au lieu de bleu foncé), sa puissance augmente terriblement et elle est beaucoup plus dévastatrice que sous sa forme habituelle.

- God Akuma : Il apparait pour la première fois dans Capcom vs. SNK 2: Mark of the Millennium 2001, se retrouvant dans cet état à cause de Rugal Bernstein (boss de The King of Fighters, capable de copier les pouvoirs d'autres combattants) qui déversa de l'énergie Orochi sur lui le rendant fou. Il acquiert alors un nouveau niveau de pouvoir sous sa forme Shin.
  - Anecdote : Lors de Capcom vs. SNK 2: Mark of the Millennium 2001, où Rugal Bernstein affronta pour la première fois Akuma, on peut soit affronter God Akuma soit Rugal par rapport à la manière dont on finit le jeu, cette anecdote est valable pour Rugal Bernstein: il put battre le guerrier démoniaque (sa scène d'introduction le prouve puisqu'il tient Akuma au-dessus de lui et le rejette violemment) et copia donc ses pouvoirs. Il devient alors le Boss final du jeu et il est appelé God Rugal, car il combine son pouvoir Orochi avec le Satsui no Hadou d'Akuma.

- Cyber Akuma (Mecha Gouki au Japon) : c'est une version mécanisée voire robotisée de Akuma. Il apparait pour la première fois dans Marvel Super Heroes vs. Street Fighter, où Apocalypse le renforce mécaniquement pour le servir (pas très impressionnant vu le passé du Mutant immortel qui a déjà manipulé et modifié Angel et Wolverine).

- Oni (plus récente version) présente Akuma sous une forme démoniaque comme un Oni (démon japonais). Il est un Boss secret jouable dans Super Street Fighter IV, il se retrouve dans cet état en laissant le Satsui no Hadou l'immerger et le consumer totalement à un point où il perd toute humanité et même son code de guerrier, tuant n'importe quel autre adversaire pendant un combat. Transformation qui ne doit pas être confondue avec Shin Akuma qui partage beaucoup de similitudes avec lui.

## Coups spéciaux
Venant de la même école, les techniques d'Akuma sont assez similaires à celle de Ken et Ryu, sauf qu'elles en sont des versions « perverties » par le mauvais ki d'Akuma.
- Gō hadoken
- Gō shoryuken
- Zenku hadoken
- Tatsu maki zanku kyaku
- Hyakkishu

## Furies
- Messatsu gō hado            [SF Zero Series / SF III Series 2&3 / SF EX Series / Cross Over]
- Tenma gō zanku              [SF Zero Series / SF III Series 2&3 / SF EX Series / Cross Over]
- Messatsu gō shoryu          [SF Zero Series / SF III Series 2&3 / SF EX Series / Cross Over]
- Messatsu gō rasen            [SF III Series 2&3]
- Shun goku satsu   (level max) [SF Zero Series / SF III Series 2&3 / SF EX Series / Cross Over]
- Kon gō koku retsu zan (level max) [SF III 3rd]
- Misogi (level max) [Capcom vs Snk / Capcom vs Snk 2 E0 Mark of the millenium ]
- Demon Armageddon
- Wrath Of The Raging Demon

## Inspiration de la création du personnage
Gouken a le kanji 無 « Mu » sur son dos, ce qui signifie « rien ». Akuma a lui le kanji 天 « Ten », ce qui signifie « Paradis ». Beaucoup y voient plus un message du sens « transcendant l’être humain », ce qui semble être plus approprié connaissant le personnage. D’après certaines légendes japonaises, le porteur de ce sceau est voué à l’immortalité.
Le kanji « Ki » du nom « Gouki » ne signifie ni « fantôme » ni « démon » dans ce cas-là, il signifie « Oni ». « Oni » en japonais désigne un monstre imaginaire ressemblant à un humain avec des cornes, ce qui explique le design de Akuma. Il est une légende qui dit que l’esprit d’un humain devient un « Oni » lorsqu’il est obsédé par la haine, la vengeance et la rage.
Capcom a créé le personnage d'après l'histoire du poisson d'avril d'un magazine américain. En effet, dans Street Fighter II, quand Ryu remportait le combat, il disait à son adversaire: "Tu dois battre Sheng Long pour avoir la moindre chance." En réalité, Sheng Long signifie Sho Ryu en chinois (soit le Sho Ryu Ken qui sera corrigé par Dragon Punch) et beaucoup de joueurs ont pensé qu'il s'agissait du maître de Ryu. Le magazine américain avait déclaré avec une certaine astuce que Sheng Long intervenait et projetait M. Bison hors du terrain puis s'ensuit un combat avec ce fameux Sheng Long. Le magazine avait déclaré que c'était une blague après que de nombreux joueurs ont voulu défier ce personnage inexistant et Capcom pour rendre un petit hommage à la légende de Sheng Long crée le personnage d'Akuma qui intervient lors du combat contre Bison.

## Différence entre les versions américaine et japonaise
Akuma est un humain et n’est pas possédé par un démon comme beaucoup pourraient le croire. Encore une fois c’est une erreur de la filiale US de « Capcom », qui changea d’ailleurs beaucoup de choses concernant le personnage de Akuma. Le changement du nom « Gouki » en « Akuma » en fait partie, pour coller davantage à leur version de son histoire qui insiste sur le fait qu’il est possédé par un démon. Estimant que cela convenait mieux à son apparence physique et en total désaccord avec les vœux de la filiale japonaise de « Capcom », ils changèrent alors son nom pour celui-ci qui signifie littéralement « démon » en japonais.